# Arena Dorsum
Arena Dorsum és una formació geològica de tipus dorsum a la superfície de Mart, localitzada amb el sistema de coordenades planetocèntriques a 15.65 ° latitud N i 69.03 ° longitud E, que fa 372.03 km de diàmetre. El nom va ser aprovat per la UAI l'any 1976 i fa referència a una característica d'albedo.